# 수동중학교 (경기)
수동중학교(水洞中學校)는 대한민국 경기도 남양주시 수동면 입석리에 있는 사립 중학교이다.

## 학교 연혁
- 1953년 5월 11일 : 수동 농림 기술학교 개교
- 1955년 11월 26일 : 수동 농림 기술학교 4과 3년제 인가
- 1956년 3월 9일 : 이규복 선생 초대 교장 취임
- 1969년 11월 20일 : 학교법인 수동학원 인가, 이규복 선생 초대 이사장 취임
- 1969년 11월 24일 : 수동중학교 인가(6학급)
- 1970년 2월 4일 : 강중호 선생 초대 교장 취임
- 1970년 3월 7일 : 수동중학교 개교식 거행
- 1989년 11월 15일 : 교사 2교실 신축 (3층)
- 1995년 5월 11일 : 강당 3개 교실 통합 개축
- 1998년 11월 20일 : 급식소 식당 1실 조리실 1실 준공
- 2001년 12월 30일 : 컴퓨터실 및 시청각 교실 준공
- 2006년 9월 1일 : 도서관 2실, 현대화 실험실 2실 설치
- 2014년 3월 1일 : 혁신학교 준비교 및 자유학기제 희망교 선정
- 2015년 12월 30일 : 어울림홀 준공
- 2017년 11월 1일 : 제7대 이철용 이사장 취임
- 2018년 3월 20일 : 도서관 글벗나래 증축
- 2023년 9월 1일 : 제9대 이현주 교장 취임

## 참고 자료
- 수동중학교 - 한국교육학술정보원 학교알리미